# 島田陽 (建築家)
島田 陽（しまだ よう、1972年-　）は、日本の建築家。兵庫県神戸市生まれ。タトアーキテクツ/島田陽建築設計事務所を主宰。京都市立芸術大学（京都芸大）環境デザイン科卒業、同大学教授。兵庫県を拠点に活動している。

## 受賞
1994年、第4回ジャパンアートスカラシップ入賞。
2004年、第1回木質建築空間デザインコンテスト優秀賞。
2010年、関西電力かんでん住まいの設計コンテスト優秀賞。
2011年、高架下アートプロジェクト 入選。
2013年、Asia Pacific Property Award Architecture Single Residence Highly Commended。
2013年、LIXILデザインコンテスト2012金賞。
2013年、第29回吉岡賞。
2016年、第1回日本建築設計学会賞大賞。
2016年、House of the Year Award, AIA Brisbane Regional Awards。
State Award, AIA Queensland Architecture Awards。
National Commendation,AIA National Architecture Awards。

## 経歴
1995年、京都市立芸術大学環境デザイン科卒業。卒業制作は避難住宅のセルフビルドで京都市長賞。1997年同大学大学院修士課程修了。
1997年、タトアーキテクツ/島田陽建築設計事務所設立。
昭和女子大学、神戸大学、神戸芸術工科大学、広島工業大学、大阪市立大学等で非常勤講師。

## 著書
著書に『7iP #04 YO SHIMADA』（2012年、ニューハウス出版）、『現代建築家コンセプトシリーズ22/日常の設計の日常』
（2016年、LIXIL出版）など。

## 主な作品
1996年「東大阪の住居」
2002年「西脇の集会所」
2006年「塩屋町の住居」
白楽 SENSUOUS
2010年「比叡平の住居」
2010年「二子新地の住居」
2016　The Blend Inn
2010年「友田邸」
2011年「六甲の住居」
2012年「山崎町の住居」
2012年「伊丹の住居」
2013年「おおきな曲面のある小屋」
2013年「山崎町の住居」（Asia Pacific Property Award Architecture Single Residence Highly Commended）
2013年「川西の住居」
2013年「Ｉ邸」
「豊中の住居」
2014年「石切の住居」
2014年「彦根の住居」
2016年「月見山の住居」
2017年「宮本町の住居」
2017年「防府の住居と事務所」
2017年「園部の住居」
2019年「滝山の住居」
「タトハウス・北野町の住居2」